# 露娜 (荷蘭歌手)
露娜（Loona，1974年9月16日—），原名瑪麗-何塞·范德考克（荷蘭語：Marie-José van der Kolk) ，荷蘭流行歌手和舞者。

## 簡歷
1974年9月16日出生於荷蘭艾默伊登。1995年出道，最初藝名為“Carisma”，直到1998年改名为Loona。1999 年，Loona發行了她的首張錄音室專輯《Lunita》。
2005年2月10日，她與前夫DJ Sammy產下一女。隨後，她退出歌壇數年，後於2008年再次開始表演。

## 外部連結
- 歌手官方網頁